# Gaston Rivierre

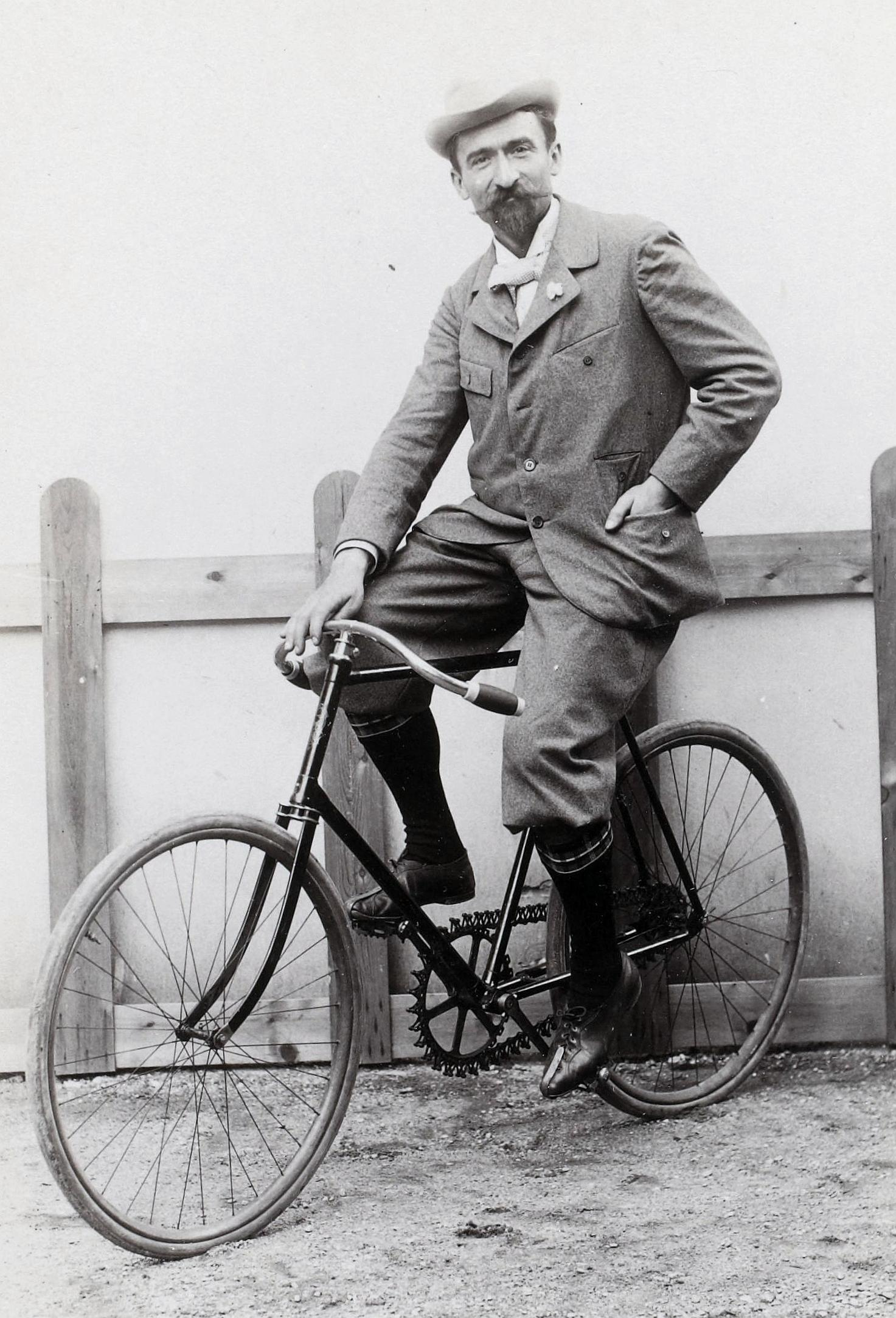
Gaston Rivierre (1897/98)

Gaston Rivierre (* 3. Juni 1862 in Asnières-sur-Seine; † 1. Dezember 1942 in Levallois-Perret) war ein französischer Radrennfahrer.
Gaston Rivierre gehörte zur ersten Generation der Radsportler in der Geschichte. 1896 gewann er das 24-Stunden-Rennen Bol d'Or. 1894 siegte er beim Rennen Paris-Lyon-Paris. 1896, 1897 sowie 1898 war er der Sieger von Bordeaux–Paris. 1901 belegte er den zweiten Platz bei Paris-Brest-Paris mit zwei Stunden Rückstand auf Maurice Garin.
Rivierre fuhr auch Rennen auf Leicht-Motorrädern. 1898 nahm er an einem Sechstagerennen im New Yorker Madison Square Garden teil, das damals noch sechs Tage lang rund um die Uhr von einzelnen Fahrern (statt später zwei im Team) bestritten wurde. Am letzten Tag des Rennens fiel er vom Rad und verletzte sich schwer. Zudem beklagte er sich über das unfaire Verhalten der US-amerikanischen Konkurrenten.